# أنتوني هوبكنز
السير فيليب أنتوني هوبكنز (بالإنجليزية: Philip Anthony Hopkins) رتبة قائد (وُلد في 31 كانون الأول / ديسمبر 1937)، المعروف باسم أنتوني هوبكنز (بالإنجليزية: Anthony Hopkins)، هو ممثل، ومخرج، ومنتج ويلزي. هو أحد أفضل الممثلين في تاريخ السينما، وهو معروف بأدواره على الشاشة والمسرح. تلقي العديد من الجوائز والترشيحات خلال مسيرته، منها جائزتا أوسكار، وأربع جوائز بافتا، وجائزتان إيمي برايم تايم، وجائزة أوليفيه. تلقي أيضًا جائزة سيسيل بي ديميل في 2005 وزمالة البافتا للإنجاز مدي الحياة في 2008. وقد مُنح لقب فارس من قِبل الملكة إليزابيث الثانية لخدماته للدراما في 1993.
بعدما تخرج من الكلية الملكية الويلزية للموسيقى والدراما في 1957، تدرب هوبكنز في الأكاديمية الملكية للفنون المسرحية في لندن. ثم رأه لورنس أوليفيه الذي دعاه للانضمام لدي المسرح الملكي الوطني في 1965. شملت عروض المسرح الملك لير (مسرحية شكسبير المُفضلة لديه)، وكريولانس، ومكبث، وأنطونيو وكليوباترا. في 1985، تلقي إشادة كبيرة وجائزة لورنس أوليفيه عن أدائه في مسرحية ديفيد هير برافدا. كانت آخر مسرحياته مسرحية إم. بترفلاي من إنتاج مسرح وست إند في 1989.
تضمنت أفلام هوبكنز الأولى الأسد في الشتاء (1968)، وجسر بعيد جدًا (1977)، والرجل الفيل (1980). فاز بجائزتيّ أوسكار أفضل ممثل عن دوريه في صمت الحملان (1991) والأب (2020)، ليصبح أكبر الفائزين سنًا بجائزة الأوسكار لأفضل ممثل إلى يومنا هذا. كما أنه ترشح للأوسكار عن أدواره في بقايا اليوم (1993)، ونيكسون (1995)، وأميستاد (1997)، والباباوان (2019). تتضمن أفلامه البارزة الأخرى 84 تشارينغ كروس رود (1987)، ونهاية هاورد (1992)، ودراكولا برام ستوكر (1992)، وأرض الظلال (1993)، وأساطير الخريف (1994)، وقناع زورو (1998)، وسلسلة عالم مارفل السينمائي ثور (2011–2017). عاد إلى دور هانيبال ليكتر في هانيبال (2001)، والتنين الأحمر (2002).
منذ أن قام بأول دور تلفزيوني له في 1967 مع البي بي سي، استمر هوبكنز في الظهور في التلفزيون. في 1973، فاز بجائزة الأكاديمية البريطانية للتلفزيون لأفضل ممثل لأدائه في الحرب والسلام. وفاز بجائزتان إيمي برايم تايم أفضل ممثل في مسلسل درامي عن دوريه في قضية اختطاف ليندبيرغ (1976) والمخبأ (1981). تشمل مشاريعه البارزة الأخري فيلم البي بي سي الخياط (2015) وفيلم البي بي إس الملك لير (2018)، ومسلسل إتش بي أو وست وورلد (2016-2018)، والذي ترشح عنه لجائزة إيمي برايم تايم أخري.

## النشأة وتعليمه
وُلد فيليب أنتوني هوبكنز في منطقة مارغام، في بورت تالبوت، في 31 ديسمبر 1937، وهو ابن آني موريل (قبل الزواج ييتس) والخباز ريتشارد آرثر هوبكنز. كان أحد أجداده من ويلتشاير، إنجلترا. وقد ذكر أن قيم الطبقة العاملة لوالده كانت دائمًا تؤكد حياته، "كلما شعرت بأنني قد أكون مميزًا أو مختلفًا، أفكر في والدي وأتذكر يديه – يديه الخشنتين المليئتين بالندوب." كانت أيامه الدراسية بدون جدوي؛ كان يُفضل الانهماك في الفن، مثل التلوين والرسم، أو اللعب على البيانو عن حضور دروسه. في 1949، ولغرس الانضباط فيه، أصر والديه على أن يلتحق بمدرسة جونز ويست مونماوث للبنين في بونتيبول. ومكث هناك لمدة خمس فصول دراسية ثم تعلم لدي مدرسة كاوبريدج غرامر في فيل أوف غلامورغان. في مقابلة عام 2002، قال، "كنت متعلمًا سيئًا، مما جعلني عرضة للسخرية وأعطاني عقدة النقص. لقد نشأت على قناعة تامة بأنني غبي."
استلهم هوبكنز من زميله الممثل الويلزي ريتشارد برتون، والذي التقى به وهو في سن الخامسة عشرة. ووصف برتون لاحقًا بأنه "كريم جدًا، ولطيف جدًا" لكنه أوضح، "لا أعرف من أين يحصل الجميع على فكرة أننا كنا صديقين مقربين. افترض أن السبب في ذلك هو أن كلانا ويلزيين ونشأنا بالقرب من نفس البلدة. للعلم، لم أكن أعرفه حقًا على الإطلاق." التحق بالكلية الملكية الويلزية للموسيقى والدراما في كارديف، والتي تخرج منها عام 1957. التقى بعد ذلك ببرتون عام 1975، حيث كان برتون يستعد لأخذ دور هوبكنز كطبيب نفسي في فيلم بيتر شافير إيكوس، حيث قال هوبكنز، "لقد كان ممثلًا هائلًا. وكذلك كان بيتر أوتول – لقد كانا شخصيتان رائعتان وأكبر من الحياة." بعد سنتان من خدمته الوطنية ما بين 1958 و1960، حيث خدم في الجيش البريطاني، انتقل هوبكنز إلي لندن ليدرس في الأكاديمية الملكية للفنون المسرحية.

## مهنة التمثيل

### المسرح

#### 1960–1967: بدايته المسرحية والمسرح الملكي الوطني
أول ظهور احترافي لهوبكنز على خشبة المسرح في مسرح القصر، سوانزي، في 1960 مع إنتاج مسرح سوانزي الصغير لمسرحية الحصول على سيجارة. في 1965، وبعد عدة سنوات في المرجع، تم اكتشافه بواسطة لورنس أوليفيه، والذي دعاه للإنضمام لدي المسرح الملكي الوطني في لندن. أصبح هوبكنز الممثل البديل لأوليفيه، وشغل مكانه عندما أُصيب أوليفيه بالتهاب الزائدة الدودية أثناء إنتاج 1967 لمسرحية أوغست ستريندبرغ رقصة الموت. دون أوليفيه في مذكراته، اعترافات ممثل، أنه
حتي هذه الليلة، كان هوبكنز متوترًا دائمًا قبل الصعود إلي المسرح. تغير هذا منذ ذلك الحين، ونقل هوبكنز عن معلمه قوله: "قال [أوليفيه]: 'تذكر: التوتر [كذا] غرور – إنك تتسائل ماذا يعتقد الناس عنك؛ إلى الجحيم معهم، فقط اقفز من الحافة'. كانت نصيحة عظيمة." على الرغم من النجاح الذي شهده في المسرح الوطني، إلا أن هوبكنز سئم من تكرار نفس الأدوار في كل أمسية وتتوق أن يكون في الأفلام. نتيجة لذلك، نأي بنفسه عن المسرح ليصبح ممثل تليفزيوني وممثل أفلام أكثر خبرةً.

#### 1983–1989:برافداوأنطونيو وكليوباترا
في 1983، أصبح هوبكنز أيضًا عضوًا في شركة المرجع التابعة لمسرح المرآة إل تي دي. في 1985، لعب هوبكنز بطولة مسرحية أرتور شنتسلر الطريق الوحيد أمام كولين فيرث على خشبة مسرح فيك القديم. في نفس تلك السنة، ظهر في إنتاج المسرح الوطني لمسرحية برافدا لـديفيد هير وهوارد برينتون في دور لامبرت لو رو. أثني فرانك ريتش، في مراجعته بصيحفة النيويورك تايمز، بالأداء كاتبًا، "يخلق السيد هوبكنز صورة لا تُنسي لبربري لامع في العصر الحديث بشكل مُعاكس." في 1986، لعب دور البطولة في إنتاج ديفيد هير لمسرحية الملك لير في المسرح الوطني، وهي مسرحية شكسبير المُفضلة لدي هوبكنز. في العام التالي، لعب البطولة بدور أنطونيو في إنتاج المسرح الوطني لمسرحية أنطونيو وكليوباترا أمام جودي دينش، وفي 1989، قدم هوبكنز ظهوره الأخير على خشبة المسرح في إنتاج مسرح وست إند لمسرحية إم. بترفلاي. قال زاعمًا في مقابلة لاحقة، "لقد كانت عذابًا". عن عرض بالنهار حيث لا أحد ضحك، قال، لم يكن هناك "أي قهقهة". عندما أُضيئت الأنوار، أدرك طاقم الممثلين أن الجمهور بأكمله كان يابانيًا. ذكر ذلك قائلًا، "يا إلهي، كنت ستذهب إلى غرفة تبديل الملابس الخاصة بك وكان أحدهم يظهر أمام رؤوسهم بشكل مفاجئ حول الباب ويقول، 'قهوة؟ شاي؟' وكنت أفكر، 'من فضلك، شفرة حلاقة مفتوحة.'"

### السينما

#### 1968–1978: أول أفلامه وتعاونه مع أتينبورو

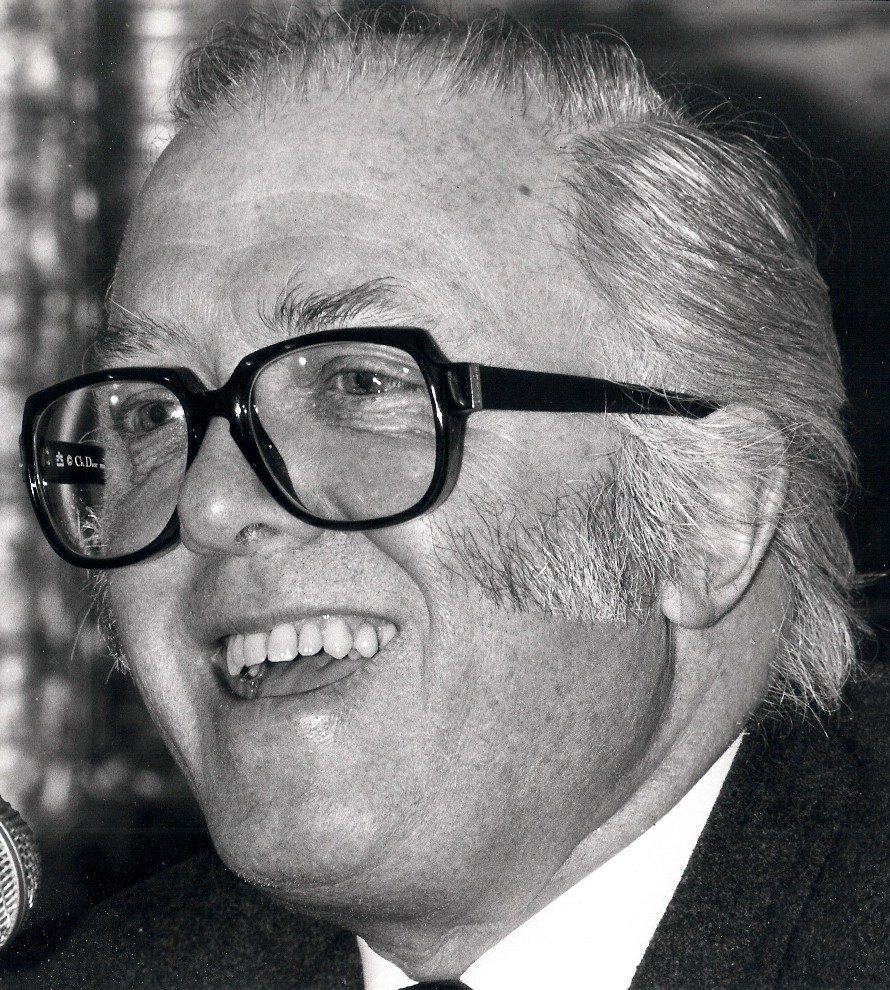
أخرج ريتشارد أتينبورو لهوبكنز 5 أفلام، وفي حقبة السبعينيات، وصفه بأنه "أعظم ممثل في جيله بلا شك".

في 1968، بدأ هوبكنز انطلاقته السينمائية في فيلم الأسد في الشتاء الذي لعب فيه دور ريتشارد قلب الأسد، وهو الدور الذي رشحه لجائزة البافتا لأفضل ممثل في دور ثانوي. صانعًا اسمًا لنفسه كممثل سينمائي، ظهر في فيلم فرانك بيرسون الإثارة والأكشن، والنيو-نوار حرب المرآة (1970)، وفيلم إتيان بيرييه عندما تدق الأجراس الثمانية (1971). في 1972، لعب هوبكنز البطولة بدور السياسي البريطاني ديفيد لويد جورج في فيلم ونستون الشاب، وفي 1977، لعب دور ضابط الجيش البريطاني جون فروست في فيلم أتينبورو الذي تقع أحداثه في الحرب العالمية الثانية جسر بعيد جدًا، في أول تعاونين له ضمن 5 أعمال تعاون فيها مع المخرج ريتشارد أتينبورو.
لعب هوبكنز بطولة فيلم بيت الدمية (1973) بجانب كلير بلوم، ورالف ريتشاردسون، ودنهولم إليوت، وإديث إيفانز، وهو فيلم مُقتبس من مسرحية لـهنريك إبسن. ثم ظهر في الفيلم الكوميدي الفتاة من بتروفكا (1974) مع غولدي هاون وهال هولبروك وأيضًا لعب بطولة فيلم ريتشارد ليستير التشويقي قوة هائلة (1974) أمام ريتشارد هاريس وعمر الشريف. في 1978، لعب بطولة تتمة ناشونال فيلفيت (1944)، والتي كانت بعنوان إنترناشونال فيلفيت (1978) مع تاتوم أونيل وكريستوفر بلامر، وإخراج بريان فوربس. في 1978، لعب أيضًا بطولة فيلم الرعب النفسي للمخرج ريتشارد أتينبورو سحر عن دمية شيطانية لمتكلم بطني مع إضافته بواسطة جين سيسكل ضمن أفضل الأفلام في ذاك العام.

#### 1980–1989:الرجل الفيلوأدوار أخري
في 1980، لعب بطولة فيلم ديفيد لينش الرجل الفيل في دور الدكتور الإنجليزي السير فريدريك تريفيس، والذي يساعد جوزيف ميريك (جسده الممثل جون هرت)، وهو رجل مُشوه بشدة في القرن التاسع عشر في لندن. تلقي الفيلم مديحًا نقديًا، واهتمامًا بواسطة النقاد، وثماني ترشيحات لـجائزة الأوسكار، بما في ذلك جائزة أفضل فيلم. في ذلك العام نفسه، قام أيضًا بالبطولة أمام شيرلي ماكلين في فيلم تغيير الفصول ولم ينسجم مع ماكلين على النحو الممتاز، مضيفًا "أنها كانت أكثر ممثلة بغيضة عمل معها يومًا." فشل الفيلم نقديًا وفي شباك التذاكر فشلًا كبيرًا. في 1984، لعب دور البطولة أمام ميل غيبسون في فيلم ذي باونتي في دور قبطان السفينة البحرية الملكية إتش إم إس باونتي ويليام بلاي، في إعادة سرد أكثر دقةً عن التمرد على السفينة باونتي.

#### 1990–1998: هانيبال ليكتر وأفلام ميرشانت-إيفوري

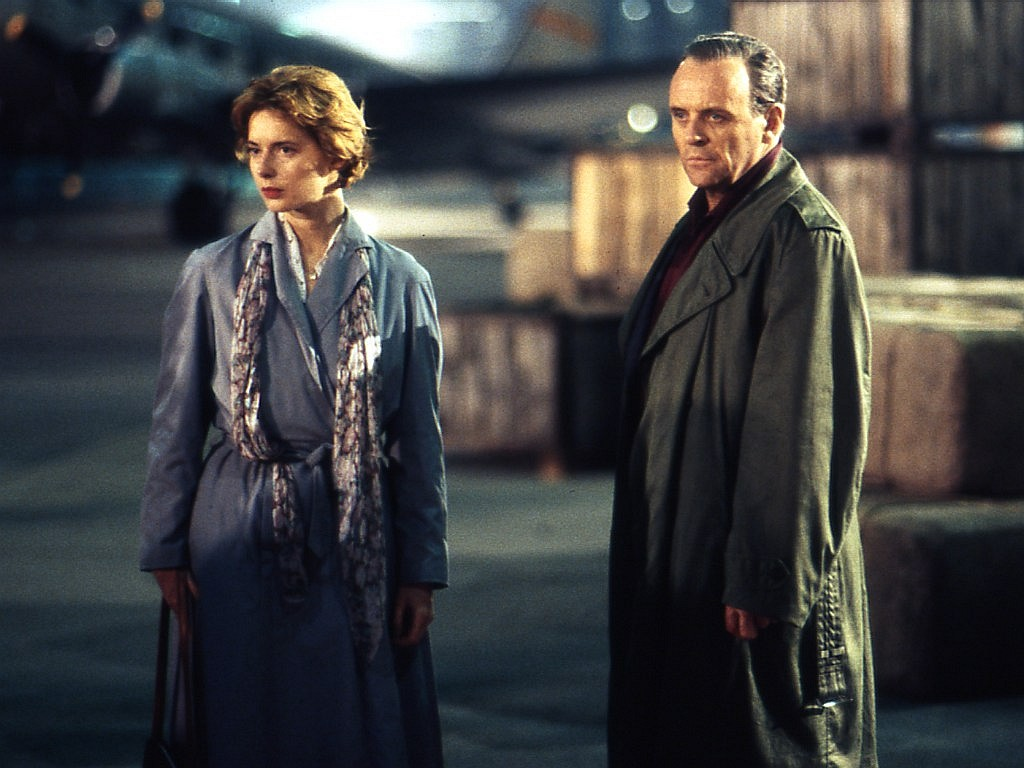
إيسابيلا روسوليني وهوبكنز في برلين أثناء تصوير مشاهد لفيلم البرئ (1993).

تلقي هوبكنز إشادة بواسطة النقاد والمشاهدين عن دور القاتل المتسلسل وآكل لحوم البشر هانيبال ليكتر في فيلم صمت الحملان، والذي فاز عنه بجائزة الأوسكار لأفضل ممثل، مع جودي فوستر في دور كلاريس ستارلينغ، والذي فازت عنه بجائزة الأوسكار لأفضل ممثلة هي الأخري. فاز الفيلم بجائزة أفضل مخرج، وأفضل فيلم، وأفضل سيناريو مُقتبس، كما فاز هوبكنز أيضًا بأول جائزة بافتا له كأفضل ممثل. عاد هوبكنز إلي نفس الدور مرتين؛ في فيلم ريدلي سكوت هانيبال (2001)، وفيلم التنين الأحمر (2002). وُصف عن تجسيده الأصلي للشخصية في فيلم صمت الحملان بواسطة معهد الفيلم الأمريكي بشرير السينما الأول. أراد المخرج جوناثان ديم ممثلًا بريطانيًا للدور، مع تصريح جودي فوستر، "إن ليكتر مناور ولديه طريقة لاستخدام اللغة لإبقاء الناس في مأزق. إنك تريد أن ترى ذلك الوحش الشكسبيري." في الوقت الذي عُرض عليه هذا الدور، كان هوبكنز يعود إلي مسرح لندن، مؤديا في مسرحية إم. بترفلاي. عاد إلى بريطانيا بعد أن عاش عدة سنوات في هوليوود، حاصلًا على كل شئ لكنه تخلي عن مهنة هناك، قائلًا، "حسنًا، هذا الجزء من حياتي قد انتهى؛ أنه فصل قد أُغلق. إني افترض أنني يجب أن استقر لكوني ممثلًا محترمًا فقط يحوم حول مسارح وست إند وأقوم بعمل بي بي سي محترم لبقية حياتي." لعب هوبكنز دور الشرير الإيقوني في اقتباس أول ثلاث روايات لليكتر للمؤلف توماس هاريس. وقيل أنه كان سعيدًا لتجسيد هوبكنز لذلك الخصم. بالرغم من ذلك، صرح هوبكنز أن التنين الأحمر سيكون آخر فيلم يقوم فيه بتمثيل تلك الشخصية وأنه لن يعود إلي الدور حتي وإن كان دورًا سرديًا في الإصدار الأخير من السلسلة، تمرد هانيبال. لعب هوبكنز دور البروفيسور فان هيلسنغ في فيلم فرانسيس فورد كوبولا دراكولا برام ستوكر(1992).
في 1992، لعب هوبكنز البطولة في فيلم ميرشانت-إيفوري الحقبي المُقتبس من رواية إي. إم. فورستر نهاية هاورد (1992). مثل هوبكنز أمام إيما تومسون وهيلينا بونهام كارتر، حيث لعب دور رجل الأعمال البارد هنري ويلكوكس. تلقي الفيلم إشادة نقدية ضخمة، حيث وصفه ليونارد مالتين بأنه "جيد للغاية في كل مستوي." في العام التالي، تعاون هوبكنز مرة أخري مع ميرشانت-إيفوري وإيما تومسون في فيلم بقايا اليوم (1993)، وهو فيلم تدور أحداثه في حقبة الخمسينيات في عصر بريطانيا ما بعد الحرب، وهو مُقتبس من رواية كازوو إيشيغورو. صُنف الفيلم بواسطة معهد الفيلم البريطاني ضمن أعظم 64 فيلمًا بريطانيًا بالقرن العشرين. لعب هوبكنز دور القهرمان ستيفنز، ووصفه أنه ضمن أفلامه المُفضلة. ترشح عن دوره لجائزة الأوسكار لأفضل ممثل، وفاز ببافتا أفضل ممثل.
جسد هوبكنز شخصية الأكاديمي بجامعة أكسفورد سي. إس. لويس في فيلم السيرة الذاتية البريطاني أرض الظلال (1993)، والذي ترشح عنه لجائزة البافتا لأفضل ممثل. خلال عقد التسعينيات، كان لدي هوبكنز الفرصة للعمل مع الدب بارت في فيلمين: أساطير الخريف (1994) والحافة (1997). وفقًا لدي المُدرِبة، لين سو، "كان توني هوبكنز عبقريًا بالتأكيد مع بارت...لقد اعترف به واحترمه مثل ممثل زميل. كان يقضي ساعاتٍ فقط ينظر فيها إلى بارت ويُعجب به. لقد قام بالكثير من مشاهده مع بارت." كان هوبكنز المؤدي البريطاني الأعلى أجرًا في 1998، وهي السنة التي لعب فيها بطولة فيلمي قناع زورو وتعرف على جو بلاك، وأيضًا وافق على إعادة تمثيل دور دكتور هانيبال ليكتر مقابل عقد مقداره 15 مليون جنيهًا إسترلينيًا.

#### 2000–2009: أفلام مستقلة وأفلام إستوديو

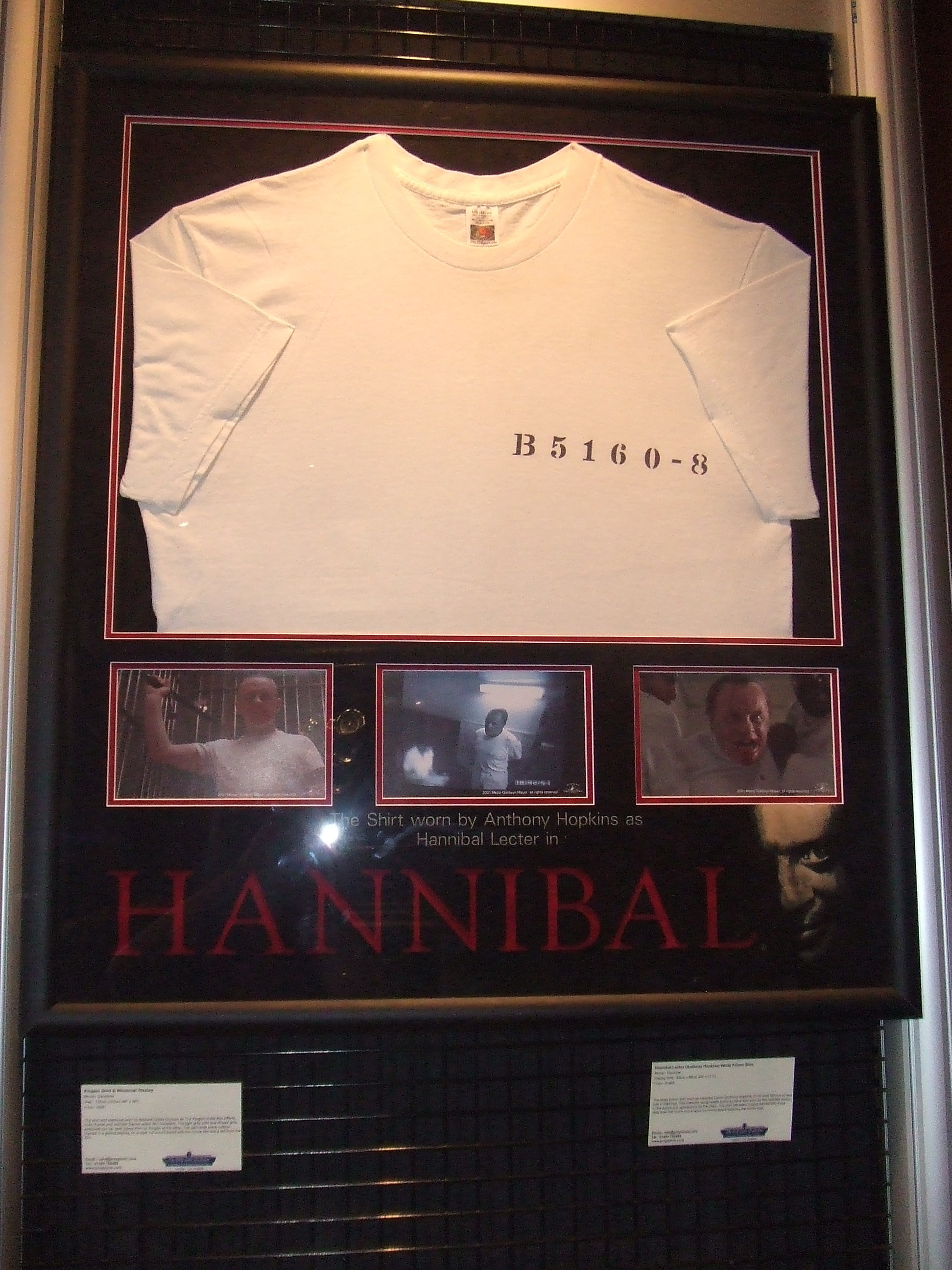
تي شيرت ليكتر الذي ارتداه هوبكنز في فيلم هنيبال على شاشة عرض في متحف لندن السينمائي.

في عام 2000، روي هوبكنز نسخة الأكشن الحي الجديدة لـرون هاوارد لفيلم كيف سرق غرينش عيد الميلاد. عاد بعدها لدور هانيبال ليكتر في العودة المُرتقبة من فيلم صمت الحملان (1991) إلي تتمته المُسماة ببساطة هانيبال (2001). حل المخرج ريدلي سكوت والممثلة جوليان مور محل جوناثان ديم وجودي فوستر التي رفضت المشاركة في التتمة. وافق هوبكنز على لعب الدور لموافقته على السيناريو. في الكتاب، يستعمل ليكتر ضمادات متنكرًا في هيئة مريض جراحة تجميلية. استُبعد هذا من الفيلم لأن سكوت وهوبكنز وافقا على ترك الوجه وشأنه. قال هوبكنز: "إنه يبدو كما لو أنه يكشف شيئًا—'أمسكني لو استطعت'. مع قبعته الكبيرة، أنه واضح جدًا لدرجة أن لا أحد يعتقد أنه هانيبال ليكتر. لقد اعتقدت دائمًا أنه رجل أنيق جدًا، رجل من عصر النهضة."
في الفيلم، يُري ليكتر لأول مرة في فلورنسا ووفقًا لدي هوبكنز، "مثل ليكتر الكلاسيكي، يحاضر ويكون سلسًا". عندما انتقل الفيلم إلي الولايات المتحدة، غير هوبكنز مظهره ببناء العضلات وقص شعره "لجعله مثل مرتزق، سيكون ملائمًا وقويًا جدًا لدرجة أنه يمكن أن يقطع شخصُ ما إلى نصفين إذا خرجوا ... في طريقه". كسر الفيلم الأرقام القياسية في شباك التذاكر العالمي بإيرادات 351 مليون دولار. لكنه تلقي آراءً متباينة من النقاد. لعب هوبكنز البطولة في الفيلم الثالث من السلسلة التنين الأحمر (2002) أمام رالف فاينس، وإدوارد نورتون، وهارفي كيتل، وإميلي واتسون، وفيليب سيمور هوفمان. تلقي الفيلم استحسانًا وحقق نجاحًا في شباك التذاكر.
في 2003، حصل هوبكنز على نجمة على ممر الشهرة في هوليوود. صرح هوبكنز أن دور بيرت مونرو، والذي جسده في فيلم 2005 الهندي الأسرع في العالم، كان الدور المُفضل له. وأكد أيضًا أن مونرو كان أسهل دور لعبه لأن كلاهما لديه نفس النظرة إلي الحياة. في 2006، حصل هوبكنز على جائزة سيسيل بي ديميل غولدن غلوب للإنجاز مدي الحياة. في 2008، حصل على جائزة زمالة أكاديمية البافتا، وهي أعلى جائزة تستطيع منحها أكاديمية السينما البريطانية. في تصويت أجرته القناة الرابعة في 2003، صُنف هوبكنز في المركز السابع ضمن قائمة أعظم 100 نجم سينمائي.

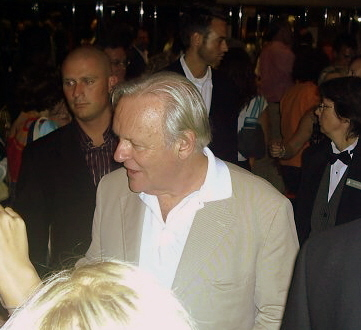
هوبكنز في مهرجان تورونتو السينمائي الدولي 2005.

#### 2010–2017: سلسلةثوروأفلام الأكشن
في 24 فبراير 2010، أُعلن أن هوبكنز انضم لفيلم ذي ريتي، والذي أُصدر في 28 يناير 2011. لعب دور قس "خبير في طرد الأرواح الشريرة وأساليبه ليست تقليدية بالضرورة". قيل أن هوبكنز، اللاأدري الذي نُقل عن قوله "لا أعلم بماذا أؤمن، شخصيًا نفسي"، كتب جملةً تقول—"في بعض الأيام لا أعلم هل أؤمن بالرب أم سانتا كلوز أم تينكر بيل"، عن شخصيته للتعرف عليها. في 2011، قال هوبكنز، "ما استمتع به هو عدم اليقين.... أنا لا أعلم. أنت لا تعلم." في 21 سبتمبر 2011، أعطي بيتر آر دي فريس دور مالك هينيكن فريدي هاينكن لهوبكنز، عن فيلم حول اختطافه. تم طرح الفيلم، اختطاف فريدي هاينيكن، في 2015.
لعب هوبكنز دور أودين، أبو الآلهة أو "ملك" أسغارد، في فيلم 2011 المُقتبس من مارفل كومكس' ثور، واستمر في لعب دور أودين في فيلم ثور: العالم المظلم في 2013، ومرة أخري في فيلم 2017 ثور: راجناروك. لعب هوبكنز دور المخرج ألفريد هتشكوك في فيلم السيرة الذاتية لساشا جيرفاسي هتشكوك أمام هيلين ميرين التي لعبت دور زوجة هتشكوك، ألما ريفيل. يركز الفيلم على فيلم سايكو وما تبعه. لعب دور البطولة في الفيلم الأكشن الكوميدي ريد 2 (2013) في دور الخصم الرئيسي إدوارد بيلي. في 2014، جسد دور متوشلخ في فيلم دارين أرنوفسكي نوح. لعب هوبكنز دور حليف الأوتوبوت السير إدموند بيرتون في فيلم المتحولون: آخر فارس، والذي تم إصداره في يونيو 2017.

#### 2019–2021: نهوضه المهني وفوزه بالجوائز
في 2019، لعب هوبكنز دور البابا بندكت السادس عشر أمام جوناثان برايس بدور البابا فرنسيس في فيلم فرناندو ميريليس الباباوان. صرح، "كان كنزًا كبيرًا العمل مع – بالإضافة إلي [المخرج] ميريليس – برايس. كلانا من ويلز. هو من الشمال، وأنا من الجنوب". تدور أحداث الفيلم في مدينة الفاتيكان في الفترة التي أعقبت فضيحة تسريبات الفاتيكان ويتبع البابا بندكت السادس عشر الذي يحاول إقناع الكاردينال خورخي ماريو بيرغوليو في إعادة النظر في قراره بشأن استقالته من منصبه كرئيس الأساقفة لأنه يثق بنواياه الخاصة بالتنازل عن البابوية. في أغسطس 2019، عُرض الفيلم لأول مرة في مهرجان تيلورايد السينمائي وحصل هناك على إشادة نقدية. بدأ بث الفيلم في 20 ديسمبر 2019، بواسطة نتفليكس. تلقي أداء كل من برايس وهوبكنز، بالإضافة إلي سيناريو ماكارتن، مديحًا كبيرًا من النقاد، وترشح الثلاثة عن عملهم في جوائز الأوسكار، والغولدن غلوب، وجوائز الأكاديمية البريطانية للأفلام.
في 2020، لعب هوبكنز دور رجل يعاني من مرض آلزهايمر في فيلم الأب. عُرض الفيلم لأول مرة في مهرجان صاندانس السينمائي وحصل هناك على استحسان نقدي، حيث مدح الكثير من النقاد أداء هوبكنز ووصفوه بالمُرشح البارز والأوفر حظًا للأوسكار. الفيلم أيضًا من بطولة أوليفيا كولمان في دور ابنته. وهو مُقتبس من المسرحية التي رُشحت لـجائزة توني الأب لـفلوريان زيلر، والذي أخرج الفيلم أيضًا. تم إصدار الأب في 18 ديسمبر 2020 بواسطة سوني بيكتشرز كلاسيكس. في سؤال وجواب في مهرجان تيلورايد السينمائي، أشاد هوبكنز بكل من كولمان وزيلر قائلًا عن مقارنة تجربة العمل بقوله أنها "ربما تكون الأبرز في حياتي". أشار هوبكنز أنه كم كان محظوظًا خلال السنوات الخمسة الماضية بالعمل مع إيان ماكيلين في الخياط، وإيما تومسون في الملك لير، وجوناثان برايس في الباباوان. فاز هوبكنز بجائزة البافتا لأفضل ممثل في دور رئيسي عن أدائه في الأب، لتصبح رابع جائزة بافتا يفوز بها والثالثة ضمن فئة أفضل ممثل. فاز أيضًا بجائزة الأوسكار لأفضل ممثل عن دوره، ليصبح أكبر ممثل يفوز بجائزة الأوسكار ضمن فئة التمثيل. لم يحضر هوبكنز حفل الأوسكار، لكنه تسلم الجائزة عبر فيديو نُشر على مواقع التواصل الاجتماعي، من ويلز، في اليوم التالي، قائلًا: "ها أنا ذا في موطني في ويلز. وفي 83 عامًا من عمري، لم أكن أتوقع أن أحصل علي تلك الجائزة. لم أكن حقًا وأنا ممتن جدًا إلي الأكاديمية وأشكركم." وأشاد أيضًا بزميله المُرشح تشادويك بوسمان، والذي توفي العام الماضي.

### التلفزيون

#### 1967–1973: أولي أدواره التلفزيونية ومسرح ماستربيس
قدم أولي أدواره على الشاشة الصغيرة في بث البي بي سي لفيلم  برغوث في أذنها التلفزيوني في عام 1967. أول دور بطولة له في فيلم كان عام 1964 في تغييرات، وهو فيلم قصير أخرجه درو هنلي، وكتبه وأنتجه جيمس سكوت وشاركته البطولة جاكلين بيرس. جسد هوبكنز شخصية تشارلز ديكنز في فيلم البي بي سي التلفزيوني المُعجِز العظيم، مستر ديكنز في 1970، وبيير بيزوخوف في مسلسل البي بي سي القصير الحرب والسلام (1972)، حيث فاز بجائزة الأكاديمية البريطانية للتلفزيون لأفضل ممثل عن أدائه في الأخير.
في 1973، لعب مرةً أخري دور ديفيد لويد جورج في مسلسل البي بي سي القصير الإيدوارديون الذي بُث في الولايات المتحدة في 1974 في مسرح ماستربيس.

#### 1981–1993: المسلسلات القصيرة وفوزه بالجوائز
في 1981، لعب دور البطولة في فيلم سي بي إس التلفزيوني المخبأ الذي جسد فيه شخصية أدولف هتلر خلال أسابيع داخل وحول مخبأه تحت الأرض في برلين قبل وأثناء معركة برلين. أشاد جون أوكونور بهوبكنز في مراجعته بصيحفة نيويورك تايمز: "يصبح البورتريه أكثر جاذبية خلال أداء قوي بشكل غير عادي من أنتوني هوبكنز. إن أداءه لهتلر جنوني، جدير بالإزدراء في الغالب، لكنه مفهوم دائمًا. جزء من المشكلة، غالبًا، هو أن هذا الوحش يصبح مفهومًا للغاية قليلًا. لم يكن متعاطفًا، بالضبط، لكنه يُمنح أبعادًا مثيرة للشفقة بكل تأكيد، ما يجعله أكثر قبولًا كشخصية درامية وتاريخية." تلقي عن أداءه جائزة إيمي برايم تايم كأفضل ممثل رئيسي بمسلسل قصير أو فيلم تلفزيوني. في نفس ذلك العام، لعب البطولة بدور الرسول بولس أمام روبرت فوكسوورث بدور القديس بطرس في الدراما الإنجيلية والمسلسل القصير بطرس وبولس (1981).
في العام التالي، لعب بطولة فيلم سي بي إس التلفزيوني أحدب نوتردام (1982) بدور كوازيمودو. الفيلم أيضًا من بطولة ديريك جاكوبي، وديفيد سوشيه، وتيم بيجوت-سميث، ونايجل هوثورن، وجون غيلغد. لعب أيضًا بطولة غرباء وإخوة (1984)، وقوس النصر (1984)، وضمير ميت (1985)، وموسوليني وأنا (1985)، والرجل العاشر (1988).
في 1989، لعب البطولة بدور آبل ماجويتش في المسلسل القصير توقعات عظيمة الذي تم بثه على آي تي في في المملكة المتحدة وعلى قناة ديزني في الولايات المتحدة. المسلسل المُقتبس من رواية ديكنز أيضًا من بطولة جين سيمونز وجون رايز-ديفيس. ترشح للمرة الرابعة لجائزة الإيمي برايم تايم، لكن هذه المرة كأفضل ممثل مساند في مسلسل قصير أو فيلم.

#### 2015–2018:الخياط، ووست وورلد، والملك لير
في أكتوبر 2015، ظهر هوبكنز بدور سير في إنتاج بي بي سي تو لفيلم رونالد هارود التلفزيوني الخياط أمام إيان ماكيلين، وإدوارد فوكس، وإميلي واتسون. تدور أحداث الخياط في مسرح لندن أثناء البيلتز، حيث يستعد مدير وممثل مُسن، سير، لدور البطولة في مسرحية الملك لير مع مساعدة خياطه الأمين، نورمان. وصف هوبكنز دوره سير بأنه "الأبرز في حياتي. إنها فرصة للعمل مع الممثلين الذين هربت منهم. أن تلعب ممثل آخر ممتع لأنك تعلم خصوصيات وعموميات تفكيرهم – خصوصًا مع شخص مثل سير، والذي هو رجل أناني غير آمن بشكل شيطاني." تحدث ثانيةً عن تأثير الدور عليه في 2018، "عندما كنت في المسرح الملكي الوطني طوال هذه الأعوام الماضية، علمت أن لدي شيئًا ما بداخلي، لكن لم يكن لدي الانظباط. كان لدي مزاج ويلزي ولم يكن لدي تلك الآلية 'الملائمة'. سأقاتل، سأتمرد. فكرت، 'حسنًا، أنا لا أنتمي إلى هنا.' ولمدة 50 عامًا تقريبًا بعد ذلك، شعرت بهذه الحافة، 'أنا لا أنتمي إلى أي مكان، أنا وحيد.' لكن في الخياط، عندما استجاب إيان [ماكيلين]، كان هذا رائعًا. لقد تقدمنا بشكل جيد وشعرت فجأة بأنني في المنزل، كما لو أن عدم الانتماء هذا كان كله في مخيلتي، كله في غروري".
بدءًا من أكتوبر 2016، لعب هوبكنز البطولة بدور روبرت فورد في مسلسل الخيال العلمي وست وورلد الذي عُرض علي قناة إتش بي أو، والذي ترشح عن أدائه فيه لجائزة إيمي برايم تايم. لعب هوبكنز البطولة بدور لير في فيلم 2018 التلفزيوني الملك لير الذي مثل فيه أمام إيما تومسون، وفلورنس بيو، وجيم برودبنت وتم بثه على بي بي سي تو في 28 مايو 2018. ترشح هوبكنز لجائزة نقابة ممثلي الشاشة عن أدائه. ذكر موقع فالتشر أن الفيلم "يأسر قلب مسرحية شكسبير التراجيدية الكلاسيكية"، ووصفت أداء هوبكنز بأنه "كارثي".

## التلحين

### الأغاني المنفردة

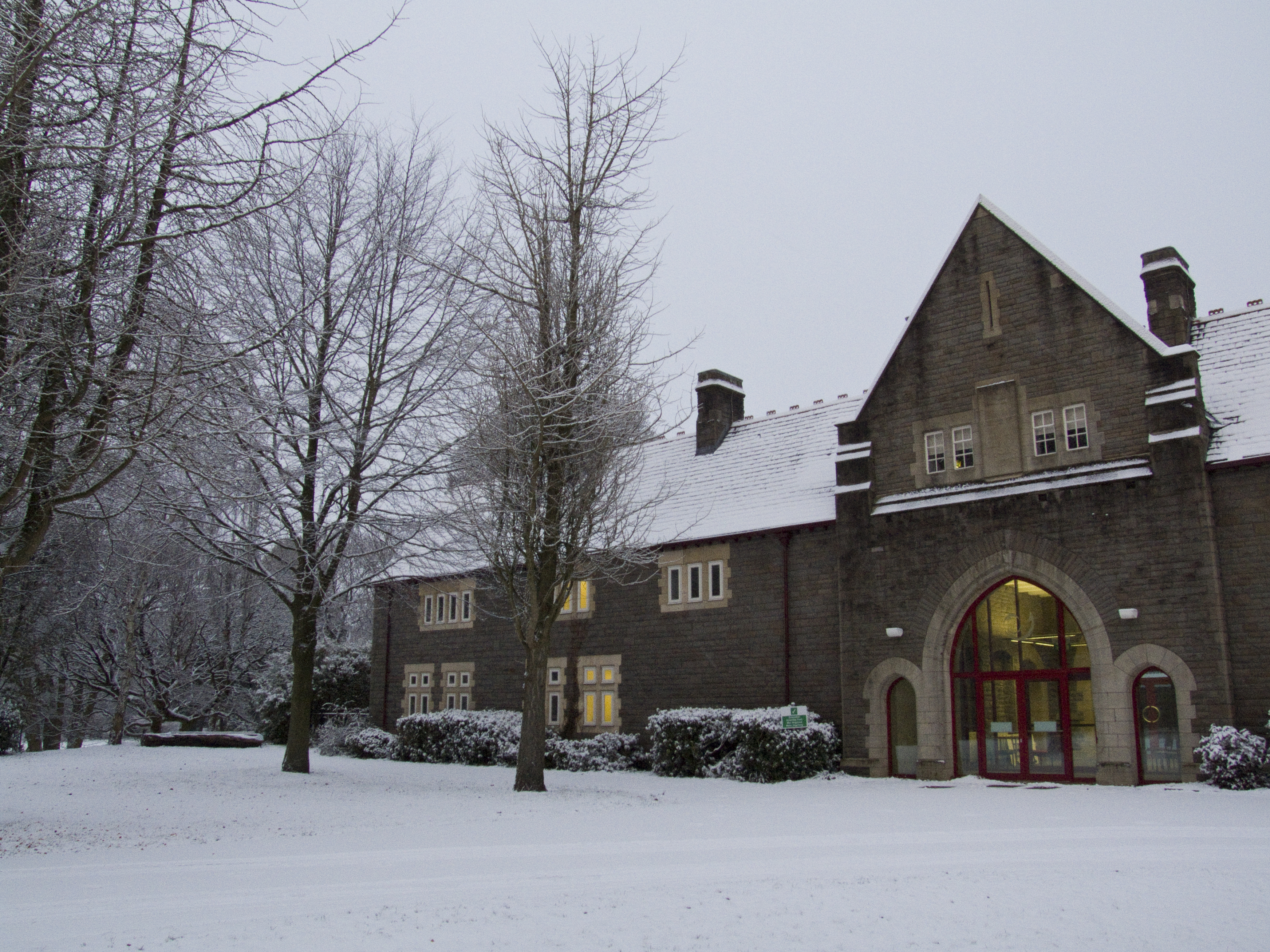
مركز أنتوني هوبكنز في الكلية الويلزية الملكية للموسيقى والدراما، كارديف.

في مقابلة عام 2012، ذكر هوبكنز، "لقد كنت ألحن الموسيقى طوال حياتي وإذا كنت ذكيًا بدرجة كافية في المدرسة، كنت أود أن ألتحق بكلية الموسيقى. كما كان عليّ أن أقبل على كوني ممثلاً." في 1986، أصدر أغنية منفردة تُدعي "نجم بعيد"، والتي بلغت المرتبة 75 في مخطط المملكة المتحدة للأغاني المنفردة. في 2007، أعلن أنه سيعتزل مؤقتًا عن الشاشة للقيام بجولة حول العالم. كتب هوبكنز أيضًا موسيقى لقاعات الحفلات، بالتعاون مع ستيفن بارتون كقائد أوركسترا. تتضمن تلك المؤلفات قناع الزمن، مع عرضها العالمي الأول مع أوركسترا دالاس السيمفوني في أكتوبر 2008، والسالسا الإنعزالية.

### الألبومات
في 31 أكتوبر 2011، أصدر أندري ريو ألبومًا يشمل فالسًا لحنها هوبكنز في 1964، في عمر الـ26. لم يستمع هوبكنز أبدًا إلي مقطوعته، "ويستمر الفالس"، قبل أن يتم عرضها لأول مرة بواسطة أوركسترا ريو في فيينا؛ سُمي ألبوم ريو بنفس اسم مقطوعة هوبكنز.
في يناير 2012، أصدر هوبكنز ألبوم موسيقي كلاسيكي، عنوانه الملحن، من أداء أوركسترا مدينة برمنغهام السيمفونية، وتم إصداره على قرص مضغوط بواسطة محطة كلاسيك إف إم الإذاعية بالمملكة المتحدة. يشمل الألبوم تسع أعمال من أعماله الأصلية وموسيقاه للأفلام، مع واحدة من المقطوعات عنوانها "مرغم" تكريمًا لبلدته القريبة من بورت تالبوت في ويلز.

## الإخراج
في 1990، أخرج هوبكنز فيلمًا عن مواطنه الويلزي، الشاعر ديلان توماس، بعنوان ديلان توماس: رحلة العودة، والذي كان أولي تجاربه في الإخراج على الشاشة. في العام نفسه، وكجزء من عملية إعادة إنتاج فيلم ستانلي كوبريك سبارتاكوس، اقترب هوبكنز من إعادة تسجيل الخطوط من مشهد تمت إضافته مرة أخرى إلى الفيلم؛ يظهر في هذا المشهد لورنس أوليفيه وتوني كرتيس، مع هوبكنز الذي أوصت به أرملة أوليفيه، جوان بلاورايت لكي يقوم بدور زوجها المُتوفي بفضل موهبته في التقليد.
في 1995، أخرج فيلم أغسطس، وهو فيلم مُقتبس من مسرحية تشيخوف العم فانيا وتقع أحداثه في ويلز. تم العرض الأول لفيلم الدراما التجريبية سليبستريم، أولي تجاربه في كتابة السيناريو، والذي أخرجه أيضًا وسجله، في مهرجان صاندانس السينمائي في 2007. في 1997، روي هوبكنز مسلسل بي بي سي الوثائقي الطبيعي، القتل من أجل العيش، والذي أظهر سلوكًا وحشيًا في الطبيعة. روي الحلقة 1 إلي الحلقة 3 قبل أن يحل محله جون شرابنل.

## الاستقبال وأسلوبه في التمثيل

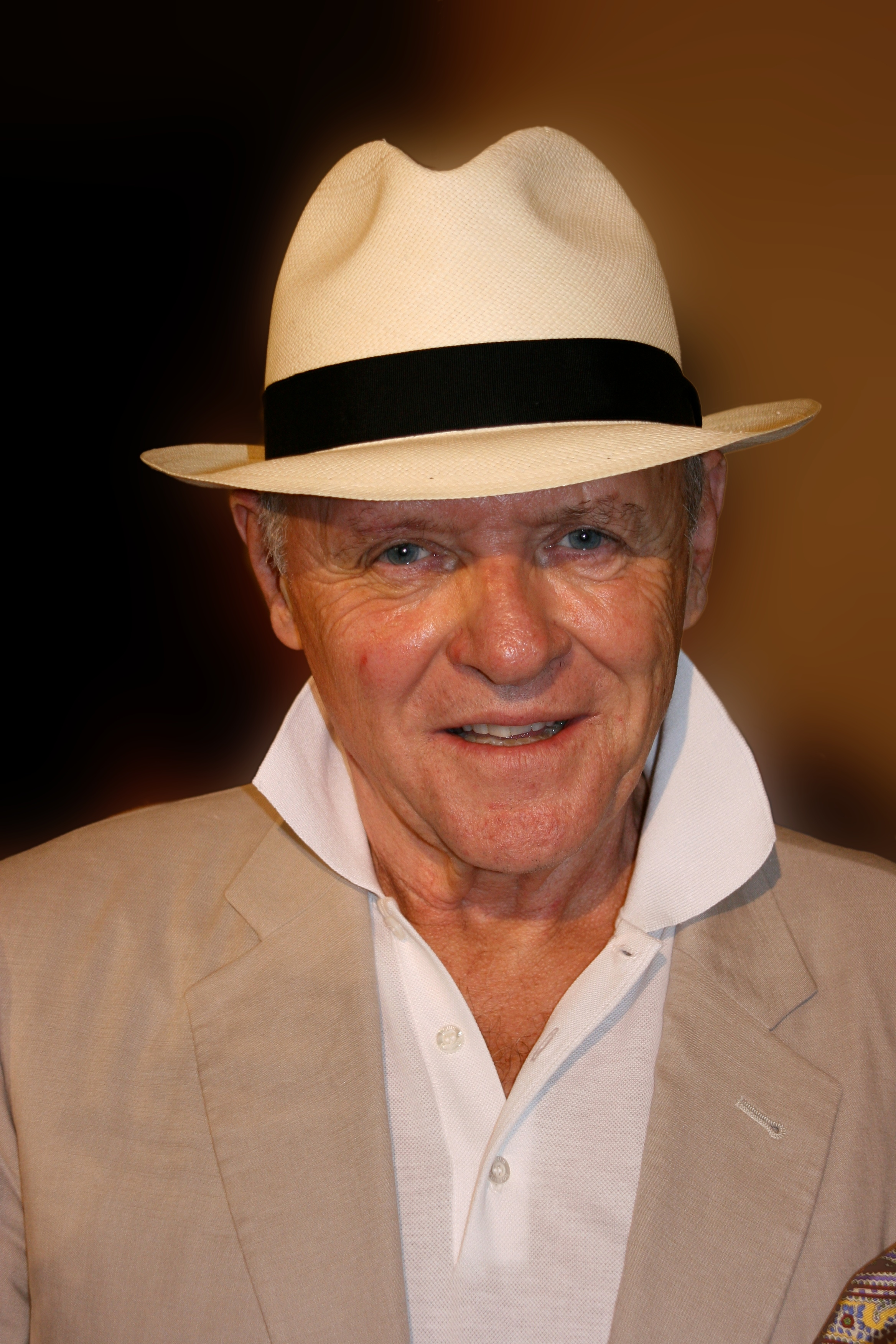
هوبكنز في مهرجان توسكان صن 2009.

عُرف هوبكنز بتحضيره للأدوار. أوضح في مقابلات أنه بمجرد أن يلتزم بمشروع، فإنه سيتجاوز سطوره عدة مرات حسب الحاجة (أحيانًا ما يزيد عن 200) حتى تبدو السطور طبيعية بالنسبة له، بحيث يمكنه "القيام بذلك دون تفكير". هذا يؤدي إلى أسلوب تسليم غير رسمي تقريبًا يُكذب كمية الأعمال الأساسية التي تم القيام بها مسبقًا. في حين أنه يمكن أن يسمح لبعض الارتجال الحذر، فقد أتت به أيضًا إلي صراع مع المخرج أحيانًا الذي يبتعد عن السيناريو، أو يتطلب ما يراه الممثل عددًا مفرطًا في الطلبات. ذكر هوبكنز أنه بعدما ينتهي من مشهد، فإنه ببساطة يتجاهل السطور، ولا يتذكرها لاحقًا. هذا يختلف عن الآخرين الذين يتذكرون عادةً سطورهم من فيلم، حتى بعد مرور أعوام.
وجد ريتشارد أتينبورو، والذي أخرج لهوبكنز خمس مرات، نفسه قد بذل جهدًا كبيرًا أثناء تصوير أرض الظلال (1993) لكي يستوعب النهجان المختلفان لنجميه (هوبكنز وديبرا وينجر)، والذين تشاركا العديد من المشاهد. في حين فضل هوبكنز العفوية لدي اللقطة الجديدة وأحب الحفاظ على البروفات إلى الحد الأدنى، تدربت وينجر باستمرار. للسماح بذلك، وقف أتينبورو بالنيابة عن هوبكنز خلال بروفات وينجر، وقد جلبه فقط لآخر مرة قبل التصوير. أشاد المخرج بهوبكنز لـ"هذه القدرة الاستثنائية على جعلك تصدق عندما تسمعه أنها تلك هي المرة الأولى على الإطلاق التي يقول فيها هذا الكلام. إنها هدية مذهلة."
اشتهر هوبكنز بقدرته على تذكر السطور، حيث يحافظ على ذاكرته مرنة من خلال تعلم أشياء عن ظهر قلب مثل الشعر وشكسبير. في فيلم ستيفن سبيلبرغ أميستاد، فاجأ هوبكنز طاقم التمثيل بحفظه لخطاب في قاعة المحكمة من 7 صفحات، ملقيًا إياه دفعةً واحدة. لم يستطع سبيلبرغ من الرهبة منع نفسه من مناداة هوبكنز "توني"، وأصر على مخاطبته بالسير أنتوني طوال فترة التصوير.
في مقابلة عام 2016 مع راديو تايمز، تحدث هوبكنز عن قدرته على تخويف الناس منذ أن كان صبيًا ينشأ في بورت تالبوت، ويلز. "لا أعرف لماذا لكنني كنت أعرف دائمًا ما الذي يخيف الناس. عندما كنت طفلاً كنت أخبر الفتيات في الشارع قصة دراكولا وانتقل لمرحلة 'th-th-th' (ضجيج الإمتصاص الذي أعاد إنتاجه في صمت الحملان). ونتيجة لذلك، كانوا يهربون وهم يصرخون." ذكر الذهاب من خلال سيناريو صمت الحملان لأول مرة مع زملائه أعضاء فريق التمثيل. "لم أكن أعرف ما كانوا سيفعلونه لكنني كنت قد أعددت—كان أول سطر لي لجودي فوستر: 'صباح الخير. أنت واحدة من أتباع جاك كروفورد أليس كذلك؟ الجميع تجمد. كان هناك صمت. ثم قال أحد المنتجين، 'يا إلهي، لا تغير شيئًا'." عن نهج هوبكنز في لعب الأدوار الشريرة، كتبت ميراندا سوير في الغارديان، "عندما يجسد أشخاصًا مخيفين عمدًا، يقوم بتمثيلهم بهدوء، مؤكداً على سيطرتهم الشريرة."
هوبكنز مقلد معروف، وماهر في تحويل لهجته الويلزية الأصلية إلى كل ما تتطلبه الشخصية. في إعادة إنتاج فيلم سبارتاكوس عام 1991، أعاد صياغة صوت معلمه الراحل لورنس أوليفيه في مشهد فُقدت فيه الموسيقى التصويرية. تميز لقائه في نسخة إعادة الإطلاق في عام 1998 للبرنامج الحواري التلفزيوني البريطاني باركنسون بتقمصه للكوميديان تومي كوبر. قال هوبكنز أن التمثيل "مثل غواصة" ساعده على تقديم أداء مقنع إلي أفلام الإثارة. قال، "من الصعب جدًا على الممثل التجنب، فأنت تريد أن تُظهر قليلاً. لكنني أعتقد أن أقل من يُظهر أفضل."

## جوائزه، وتكريماته، وإرثه

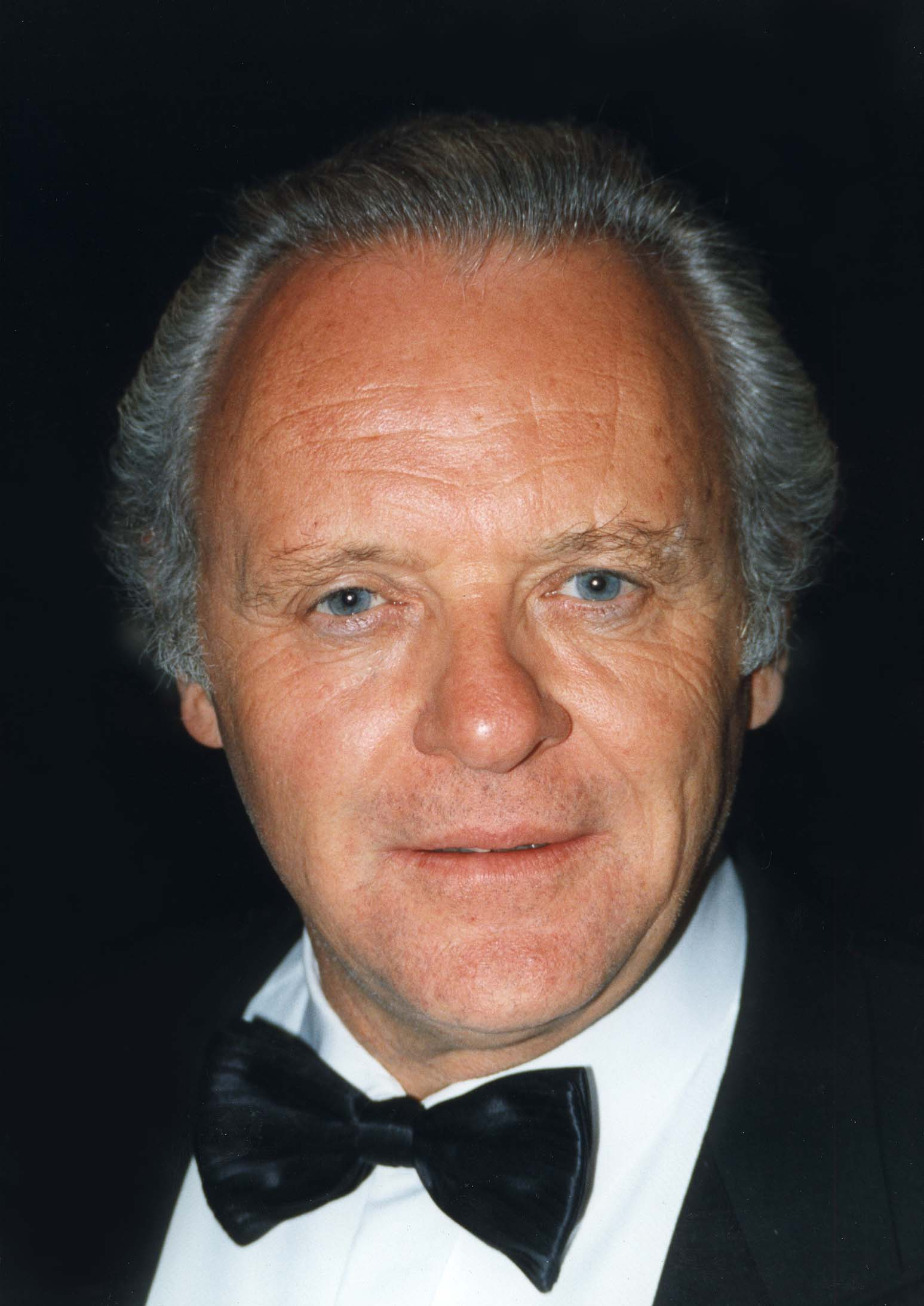
هوبكنز في عشاء مراسلي البيت الأبيض في واشنطن العاصمة في 1996.

عُين هوبكنز قائدًا في 1987 وحصل على لقب فارس من قِبل الملكة إليزابيث الثانية لـ"خدماته للفنون" في قصر بكنغهام في 1993. في 1988، حصل على درجة الدكتوراه الفخرية في الآداب وفي 1992 تلقي الزمالة الفخرية من جامعة ويلز، لامبيتر. أصبح رجلاً حراً في مسقط رأسه، بورت تالبوت، في عام 1996.
كُرم هوبكنز أيضًا بجوائز مختلفة للإنجاز مدي الحياة لعمله في السينما والتلفزيون. في 2006، قدمت إليه جوينيث بالترو جائزة سيسيل بي دوميل غولدن غلوب. وفي 2008، قدم ريتشارد أتينبورو لهوبكنز زمالة البافتا للإنجاز مدي الحياة من الأكاديمية البريطانية لفنون السينما والتلفزيون. حصل هوبكنز أيضًا على نجمة على ممشى المشاهير في هوليوود في 2003. في 2021، فاز هوبكنز بالأوسكار لأفضل ممثل عن فيلم الأب. أصبح أكبر مُرشح وفائز سنًا بالجائزة.

## حياته الشخصية
يقيم هوبكنز في ماليبو، كاليفورنيا. وقد انتقل إلي الولايات المتحدة مرةً من قبل، خلال أواخر السبعينيات، لكي يتابع مهنته السينمائية، لكنه عاد إلي لندن في أواخر الثمانينيات. بالرغم من ذلك، قرر العودة إلي الولايات المتحدة عقب نجاحه في التسعينيات. محتفظًا بجنسيته البريطانية، أصبح مواطنًا أمريكيًا متجنسًا في 12 أبريل 2000، حيث قال هوبكنز: "لدي جنسية مزدوجة؛ أنه ما يحدث فقط أنا أعيش في أمريكا".
تزوج هوبكنز ثلاث مرات. تزوج من الممثلة بترونيلا باركر من 1966 إلي 1972، ومن جينيفر لينتون من 1973 إلي 2002، ومن ستيلا أروييف منذ 2003. قابل هوبكنز أروييف، تاجرة التحف الكولومبية المولد في أوائل الألفينات، وينسب إليها الفضل في مساعدته في التغلب على مشاعره بالاكتئاب في ذلك الوقت. في عشية عيد الميلاد عام 2013، احتفل بذكري زواجه السنوية العاشرة بواسطة الحصول على مباركة في خدمة خاصة بكاتدارائية سانت ديفيدز في سانت ديفيدز. لديه ابنة من زواجه الأول. الاثنان متباعدان؛ عندما سُئل إذا كان لديه أي أحفاد، قال، "ليس لدي أي فكرة. الناس تنفصل. العائلات تفترق و، أنت تعلم، 'استمر في حياتك.' الناس يتخذون قرارات. أنا لا أهتم بطريقة أو بأخرى."
عاني هوبكنز سابقًا من الكحولية؛ ظل صاحيًا منذ أن توقف عن الشرب فقط بعد عيد الميلاد في عام 1975. قال، "لقد قمت بتلك القفزة النوعية عندما طلبت المساعدة. لقد وجدت فقط شيئًا وامرأة تحدثت إلي وقالت، فقط ثق بالرب. وقلت، حسنًا، لما لا؟" عندما سُئل، "هل صليت حرفيًا؟" أجاب هوبكنز: "لا، لم أفعل. أعتقد لأنني طلبت المساعدة، وهو شكل من أشكال الصلاة." في يناير 2020، عندما سُئل إذا كان ما زال لاأدريًا، أجاب، "اللاأدرية غريبة قليلًا. اللاأدري يشك والملحد ينكر. لست جو مُقدس؛ أنا فقط مذنب كبير مثل أي شخص آخر. أؤمن الآن أكثر من أي وقت مضي أن هناك منطقة واسعة من حياتنا الخاصة التي لا نعرف عنها شيئًا. مع تقدمي في السن، أستطيع البكاء في قطرة من قبعة لأن الشغف للحياة الرهيب والرائع قصير جدًا. يجب أن أؤمن أن هناك شيئًا أكبر مني. أنا مجرد ميكروب. هذا، بالنسبة لي، أكبر شعور بالارتياح – الاعتراف حقًا بأنني لا شيء. أنا مُجبر علي القول، أيا كان من يدير العرض، أشكرك جزيل الشكر."
هوبكنز مُقلع عن التدخين مستعملًا طريقة ألن كار. في 2008، شرع في برنامج لإنقاص الوزن، وبحلول 2010، فقد 5ستون 10 رطلًا (80 باوند أو 36 كيلوغرام). في يناير 2017، وفي مقابلة مع ذا ديزرت صن، قال هوبكنز أنه تم تشخيصه بمتلازمة أسبرجر قبل ذلك بثلاث سنوات، لكنه كان "بالنهاية العليا". لدي هوبكنز قطة أليفة اسمها نيبلو، والتي تبناها في بودابست. يتجنب هوبكنز اللحم ويُفضل الحمية البيسكاتارية. هوبكنز من عشاق سيتوم البي بي سي فقط حمقى وخيول، وأشار ذات مرة في مقابلة كيف أنه يود أن يظهر في المسلسل. شاهد الكاتب جون سوليفان المقابلة، ومع وضعه هوبكنز في الاعتبار أنشأ شخصية داني دريسكول، شرير محلي. بالرغم من ذلك، تزامن تصوير المسلسل الجديد مع تصوير صمت الحملان، مما جعل هوبكنز غير متاح. وذهب الدور بدلا من ذلك إلى روي مارسدن.

## وصلات خارجية
- أنتوني هوبكنز على موقع IMDb (الإنجليزية)
- أنتوني هوبكنز على موقع ميتاكريتيك (الإنجليزية)
- أنتوني هوبكنز على موقع الموسوعة البريطانية (الإنجليزية)
- أنتوني هوبكنز على موقع روتن توميتوز (الإنجليزية)
- أنتوني هوبكنز على موقع مونزينجر (الألمانية)
- أنتوني هوبكنز على موقع ألو سيني (الفرنسية)
- أنتوني هوبكنز على موقع ميوزك برينز (الإنجليزية)
- أنتوني هوبكنز على موقع تيرنر كلاسيك موفيز (الإنجليزية)
- أنتوني هوبكنز على موقع أول موفي (الإنجليزية)
- أنتوني هوبكنز على موقع بوكس أوفيس موجو (الإنجليزية)
- أنتوني هوبكنز في موقع شاشة الإنترنت [الإنجليزية]‏ التابع لمعهد الفيلم البريطاني

- أنتوني هوبكنز في قاعدة بيانات برودواي على الإنترنت
- أنتوني هوبكنز at the Internet Off-Broadway Database